# صالح سلیمان
صالح سلیمان (انگلیسی: Saleh Soliman؛ زادهٔ ۲۴ ژوئن ۱۹۱۶) وزنه‌بردار اهل مصر است.
از افتخارات وی میتوان به کسب مدال نقره وزن ۶۰ کیلوگرم در بازی‌های المپیک تابستانی ۱۹۳۶ اشاره کرد.